# Острів Вознесіння

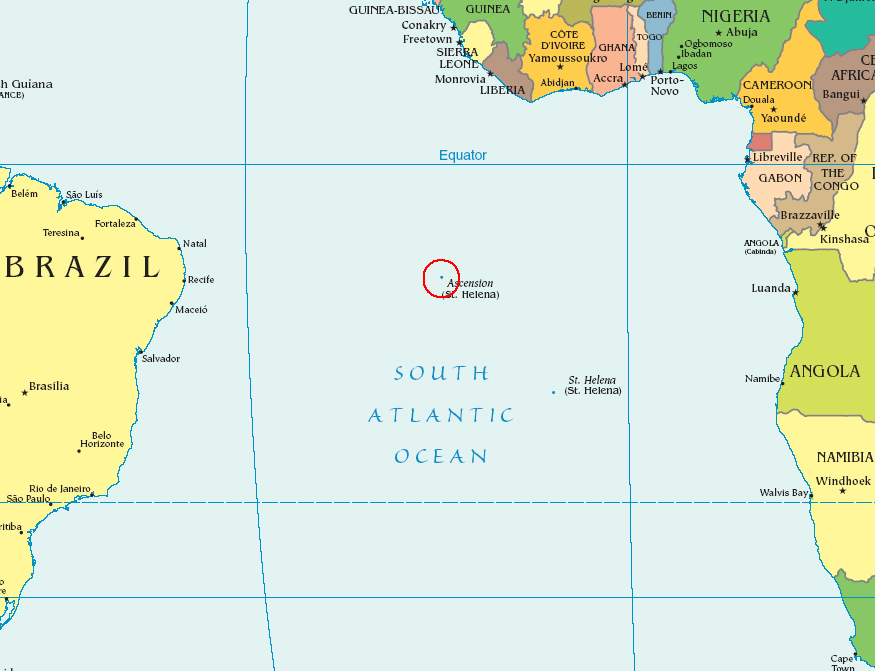
Розташування острову в Атлантичному океані

7°56′42.0″ пд. ш. 14°22′12.4″ зх. д. / 7.945000° пд. ш. 14.370111° зх. д.
О́стрів Вознесі́ння (англ. Ascension Island) — вулканічний острів, розташований в Атлантичному океані за 1 600 км на захід від африканського узбережжя. Адміністративний центр острова — місто Джорджтаун. Входить до складу британської заморської території Острови Святої Єлени, Вознесіння і Тристан-да-Кунья.

## Історія
Вважається, що острів відкрив португалець Жуан да Нова в 1501 році, але ніяких описів острова він не зробив. 1503 року острів був названий на честь свята Вознесіння. У XVIII столітті острів часто відвідувався, але моряки не залишалися надовго на острові. Перше постійне поселення засноване лише в 1815 році. Це був невеликий британський гарнізон.
Нині на острові проживає близько 1 100 чоловік, з них близько 150 — американські військові й персонал обслуги бази.
На острові розташовані короткохвильові передавачі та радіопередавальні антени, що транслюють такі станції, як BBC та WYFR.

## Збройні сили
Під час Другої світової війни Уряд США, відповідно до домовленості з урядом Його Величності, побудували злітно-посадкову смугу «Вайдавейк». У 1943-45 роках понад 25 000 американських літаків перевозили транзитом вантажі, призначені для північноафриканського, близькосхідного і європейського театрів воєнних дій. 1957 року американці відновили свою присутність на острові, та збільшили плацдарм для повітряного десанту. Тепер на острові є Південно-східна станція стеження ВПС США. 1967 року була побудована спостережна станція НАСА, але її закрили. Існує щотижневе повітряне сполучення ВПС США між островом Вознесіння, Антигуа і Авіаційною базою ВПС біля Флориди. Острів Вознесіння досі залишається проміжною зупинкою для британських рейсів між Великою Британією і Фолклендськими островами. Так в 1982 році під час Фолклендського конфлікту на острові Вознесіння здійснювали дозаправку британські патрульні літаки «Nimrod» які здійснили декілька польотів в зону конфлікту, що стало новим рекордом далеких розвідувальних операцій ВПС Великої Британії. На острові розташована одна з п'яти антен, використовуваних в роботі супутникової навігаційної системи GPS. Інші чотири розташовані на атолі Кваджалейн, острові Дієго-Гарсія, Колорадо-Спрінгс і на Гаваях.

## Населення
На острові немає як такого місцевого населення. Мешканці острова — це переважно службовці і військові з сім'ями. Населення на 2005 рік становило 1100 чоловік, переважно жителі острова Святої Єлени, а також 150 жителів США і 200 чоловік з Великої Британії.

### Релігія
Основною релігією є протестантизм. У Джорджтауні знаходиться англіканська церква Святої Марії, також на острові є невелика Римо-католицька церква.

## Клімат
Клімат острова теплий, субтропічний, температура коливається від 25 до 27 °С, найхолодніший місяць — вересень, найтепліший — березень. Дощового сезону як такого на острові немає. Середня річна кількість опадів — 130—150 мм в основній частині острова, 750—800 мм в районі Зеленої Гори (600—800 м над рівнем моря).
Острів лежить в області південно-східного пасату за 1900 км від берегів Африки. Дощовий сезон триває з січня до квітня, але опади (700—1000 мм на рік) можуть випадати впродовж всього року, суто у вигляді дощу. Середньорічна температура в Джорджтауні 21 °C
Згідно з кліматичною класифікацією Кеппена острів Вознесіння має аридний або жаркий пустельний клімат (BWh). Температура на узбережжі в середньому коливається від 22.7 до 27,8 °С, а у найвищій точці приблизно на 5-6 °C прохолодніше. Дощові зливи можуть випадати в будь-який час року, але, як правило, вони сильніші в період з червня по вересень. Хоча острів знаходиться в тропічній зоні, середньорічна кількість опадів тут дуже низька. Причиною цього може бути відносно низька температура океанської води, оскільки Бенгельська течія і Південно-Екваторіальна течія течуть на північний захід від Африки. Ці течії приносять охолоджуючі ефекти навколо східної південної частини Атлантичного океану. Тропічні циклони також рідко виникають у південній частині Атлантичного океану, що може бути спричинено тим самим явищем, а також сильним вертикальним зсувом вітру.
| Клімат Аеропорту Джорджтауна (86 м над рівнем моря) | Клімат Аеропорту Джорджтауна (86 м над рівнем моря) | Клімат Аеропорту Джорджтауна (86 м над рівнем моря) | Клімат Аеропорту Джорджтауна (86 м над рівнем моря) | Клімат Аеропорту Джорджтауна (86 м над рівнем моря) | Клімат Аеропорту Джорджтауна (86 м над рівнем моря) | Клімат Аеропорту Джорджтауна (86 м над рівнем моря) | Клімат Аеропорту Джорджтауна (86 м над рівнем моря) | Клімат Аеропорту Джорджтауна (86 м над рівнем моря) | Клімат Аеропорту Джорджтауна (86 м над рівнем моря) | Клімат Аеропорту Джорджтауна (86 м над рівнем моря) | Клімат Аеропорту Джорджтауна (86 м над рівнем моря) | Клімат Аеропорту Джорджтауна (86 м над рівнем моря) | Клімат Аеропорту Джорджтауна (86 м над рівнем моря) |
| Показник                                            | Січ.                                                | Лют.                                                | Бер.                                                | Квіт.                                               | Трав.                                               | Черв.                                               | Лип.                                                | Серп.                                               | Вер.                                                | Жовт.                                               | Лист.                                               | Груд.                                               | Рік                                                 |
| Абсолютний максимум, °C                             | 31,7                                                | 31,7                                                | 31,7                                                | 32,2                                                | 31,7                                                | 30,6                                                | 30,6                                                | 28,9                                                | 28,9                                                | 28,9                                                | 30,0                                                | 30,6                                                | 32,2                                                |
| Середній максимум, °C                               | 28,3                                                | 29,4                                                | 30,0                                                | 30,0                                                | 28,9                                                | 27,8                                                | 27,2                                                | 26,1                                                | 26,1                                                | 26,1                                                | 26,7                                                | 27,2                                                | 27,8                                                |
| Середній мінімум, °C                                | 22,8                                                | 23,9                                                | 24,4                                                | 24,4                                                | 23,9                                                | 22,8                                                | 22,2                                                | 21,1                                                | 21,1                                                | 21,1                                                | 21,1                                                | 22,2                                                | 22,6                                                |
| Абсолютний мінімум, °C                              | 18,9                                                | 20,0                                                | 21,1                                                | 20,6                                                | 19,4                                                | 19,4                                                | 19,4                                                | 18,3                                                | 17,2                                                | 18,3                                                | 17,8                                                | 17,8                                                | 17,2                                                |
| Норма опадів, мм                                    | 8                                                   | 10                                                  | 38                                                  | 30                                                  | 10                                                  | 15                                                  | 13                                                  | 10                                                  | 10                                                  | 13                                                  | 9                                                   | 9                                                   | 173                                                 |
| Днів з опадами                                      | 7                                                   | 5                                                   | 7                                                   | 8                                                   | 6                                                   | 8                                                   | 7                                                   | 8                                                   | 10                                                  | 12                                                  | 8                                                   | 8                                                   | 94                                                  |
| Вологість повітря, %                                | 74                                                  | 73                                                  | 73                                                  | 73                                                  | 70                                                  | 69                                                  | 69                                                  | 70                                                  | 73                                                  | 73                                                  | 72                                                  | 73                                                  | 72                                                  |
| --------------------------------------------------- | --------------------------------------------------- | --------------------------------------------------- | --------------------------------------------------- | --------------------------------------------------- | --------------------------------------------------- | --------------------------------------------------- | --------------------------------------------------- | --------------------------------------------------- | --------------------------------------------------- | --------------------------------------------------- | --------------------------------------------------- | --------------------------------------------------- | --------------------------------------------------- |
| Джерело: Німецька метеорологічна служба             |                                                     |                                                     |                                                     |                                                     |                                                     |                                                     |                                                     |                                                     |                                                     |                                                     |                                                     |                                                     |                                                     |

## Природа
Рельєф гористий (до 818 м абсолютної висоти), круті мало розчленовані береги (морські глибини поблизу острова досягають 4000 м).
Близько 10 видів флори острова є ендемічними (див. Список ендемічної флори Островів Святої Єлени, Вознесіння і Тристан-да-Кунья).

## Туризм

### Сполучення
На острів Вознесіння можна дістатися двома способами:
1. Літаком ВПС Великої Британії до військового аеродрому РАФ Брайз-Нортон неподалік від Оксфорда, Велика Британія. Для поїздки на острів Вознесіння крім британської візи потрібно також спеціальний дозвіл на в'їзд від Міністерства Оборони Великої Британії. Також потрібно мати повну медичну страховку. Тільки 26 місць відводяться цивільним особам на щотижневому рейсі.
2. На Королівському поштовому кораблі «Свята Олена» (англ. Royal Mail Ship «Saint Helena»), який плаває між Кейптауном (ПАР) та островом Святої Єлени із заходом в бухти острова Вознесіння і іноді островів Тристан-да-Кунья. Корабель вирушає раз на місяць і бере на борт 130 пасажирів.

## Галерея

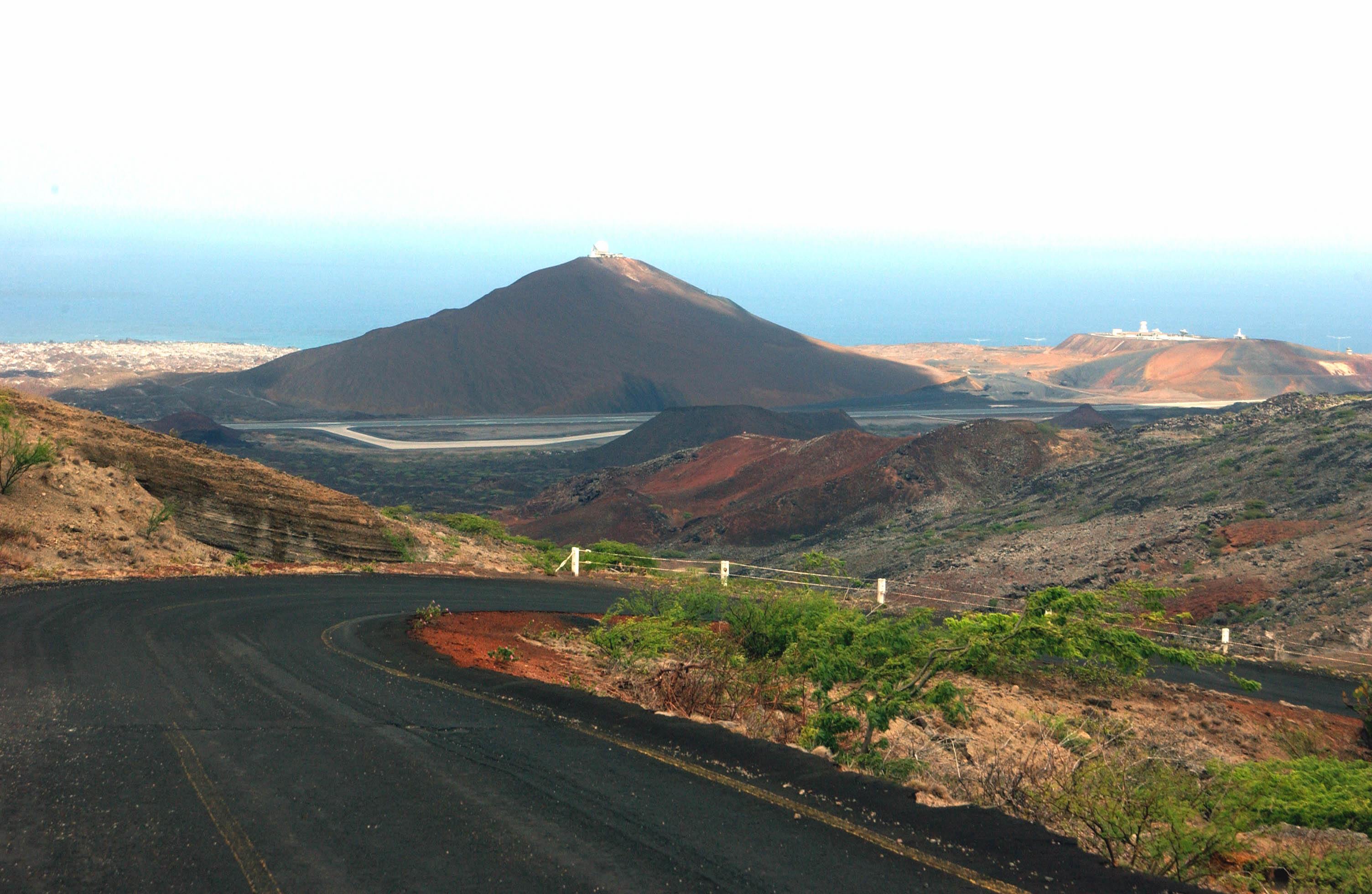
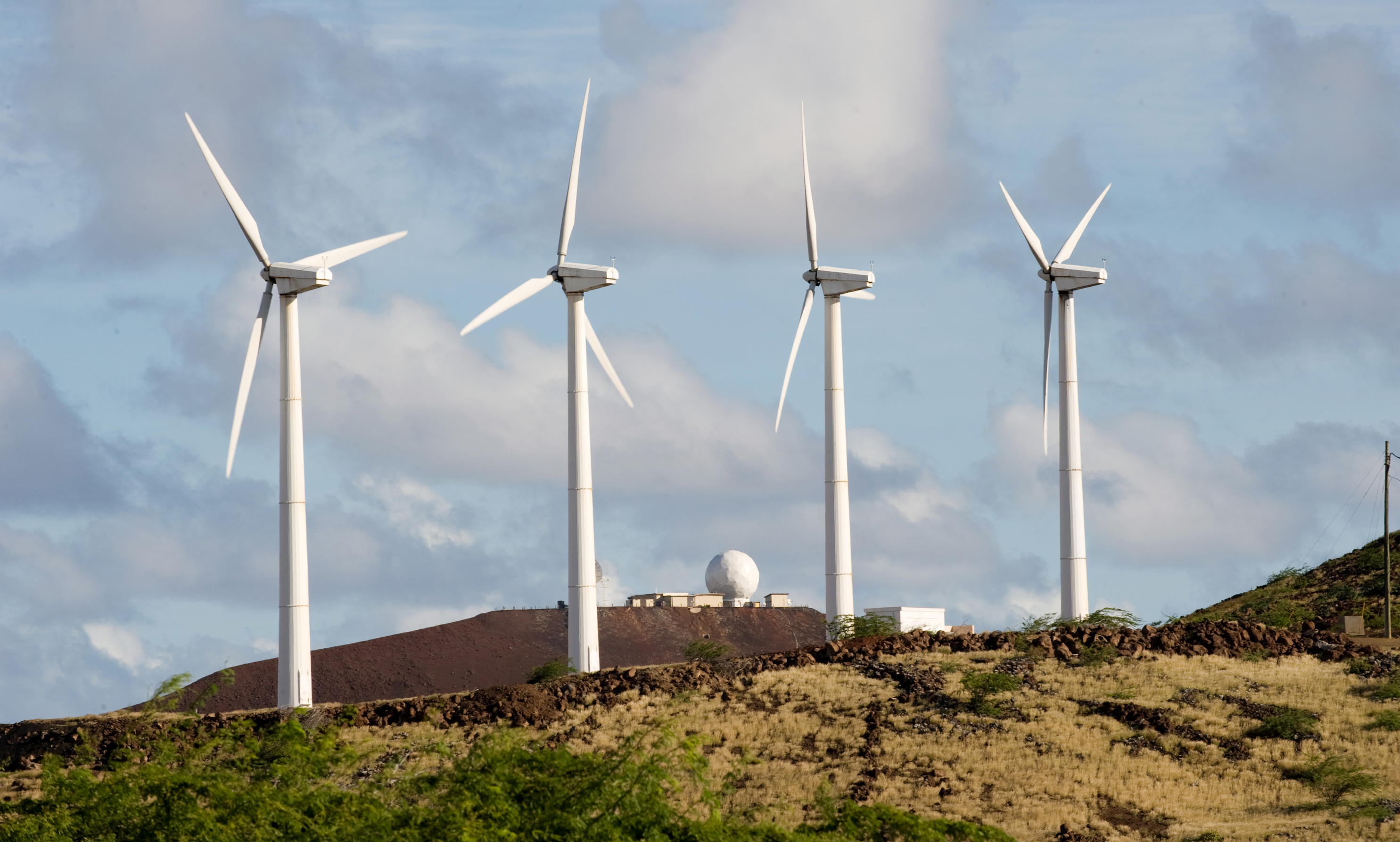
ВЕС
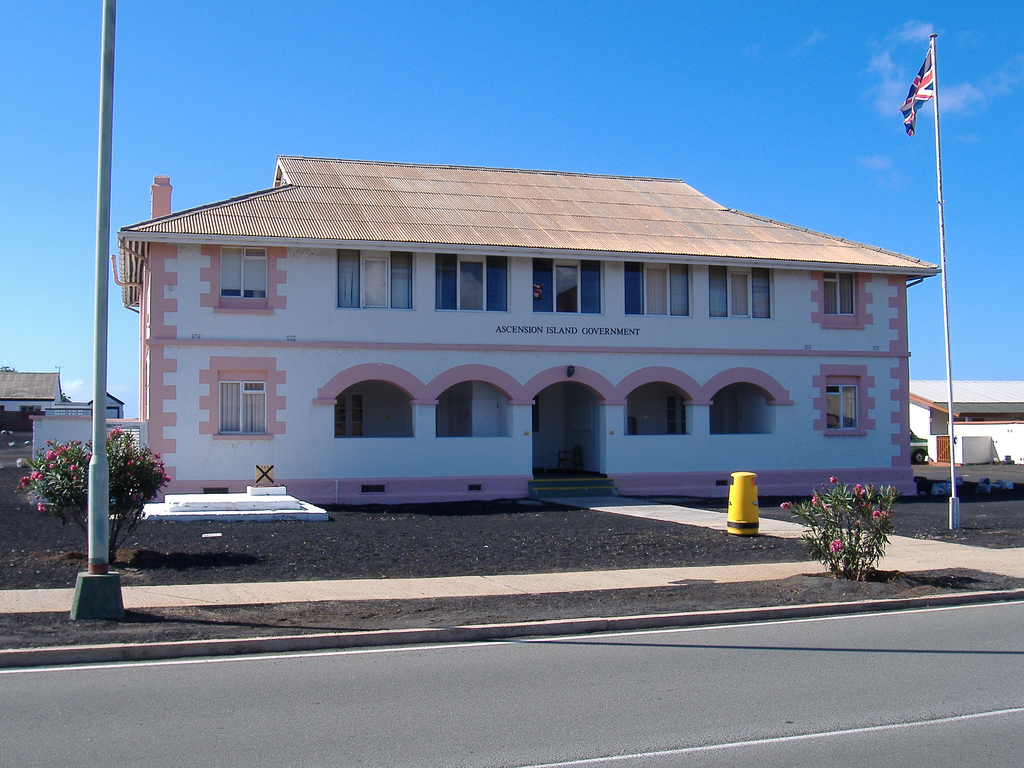
Будинок уряду
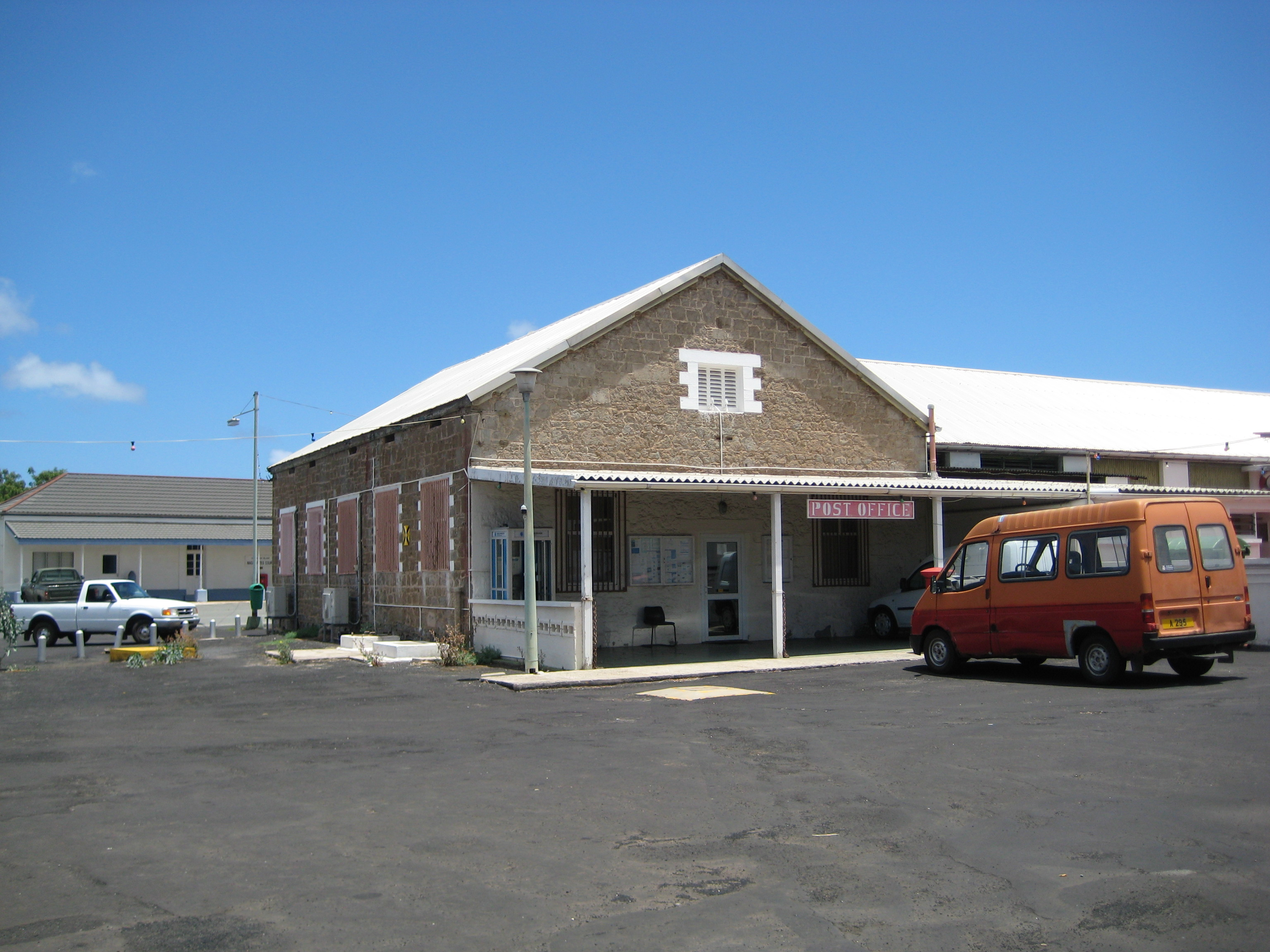
пошта
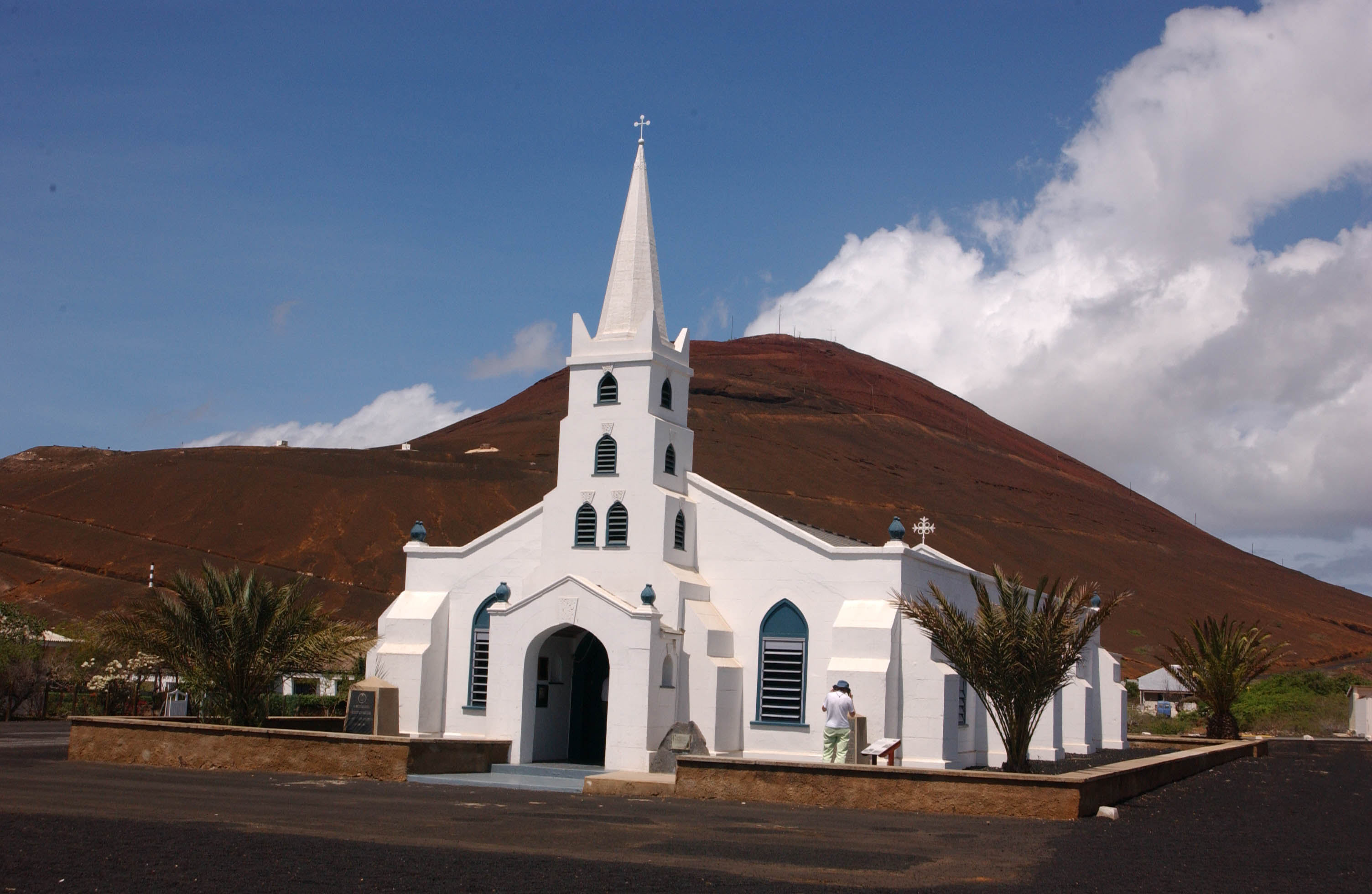
Церква Святої Марії